# Karl-Heinz Hoffmann
Karl-Heinz Hoffmann (ur. 14 lutego 1928 w Kolonii) – niemiecki polityk i działacz związkowy, poseł do Parlamentu Europejskiego I i II kadencji.

## Życiorys
Syn cukiernika. Zdobył wykształcenie gimnazjalne i kształcił się w zawodzie kupca. Od 1944 do 1945 walczył w II wojnie światowej, po czym powrócił do nauki zawodu. Pracował następnie jako robotnik w przemyśle chemicznym i w kopalni węgla brunatnego. Od 1945 działał w związkach zawodowych, a w 1949 wstąpił do Unii Chrześcijańsko-Demokratycznej (gdzie m.in. kierował komitetem ds. społecznych). Od lat 50. kierował radą zakładową w miejscu pracy. Należał do powiązanego z CDU związku Christlich-Demokratische Arbeitnehmerschaft (CDA), gdzie pełnił funkcje sekretarza (1952–1966) i dyrektora generalnego (1966–1968). Od 1968 pozostawał przez cztery kadencje wiceprzewodniczącym Gewerkschaft Öffentliche Dienste, Transport und Verkehr. W latach 1965–1979 zasiadał w Europejskim Komitecie Ekonomiczno-Społecznym, w którym przez dziewięć lat kierował sekcją transportu i komunikacji.
W 1979 i 1984 uzyskiwał mandat posła do Parlamentu Europejskiego I i II kadencji. Przystąpił do Europejskiej Partii Ludowej. Został wiceprzewodniczącym Komisji ds. Transportu (lipiec–wrzesień 1984), należał też m.in. do Komisji ds. Energii, Badań Naukowych i Technologii oraz Delegacji ds. Stosunków z Kanadą.
Jest katolikiem. Odznaczony Krzyżem Zasługi I Klasy Orderu Zasługi Republiki Federalnej Niemiec.